# Lolsmurf
Lolsmurf, in sommige verhalen ook Grappensmurf of Grappenmakende Smurf genoemd, is een van de vaste personages uit het universum van de Smurfen. Hij komt voor in zowel de oorspronkelijke strips van Peyo als in de tekenfilmbewerkingen daarvan.

## Verhaallijnen
Lolsmurf kan niet of nauwelijks ophouden met grappen maken. Zijn favoriete grap is het uitdelen van ingepakte cadeautjes die ontploffen in het gezicht van wie ze openmaakt. Lolsmurfs grappen worden maar zelden gewaardeerd door de andere Smurfen.
Aan het eind van het eerste hoofdverhaal van de Smurfen, De zwarte Smurfen (1963), doet Lolsmurf alsof hij als enige van de Smurfen nog besmet is. In De Smurfin (1966) heeft Lolsmurf een ietwat afwijkende rol; hij is hier een van de vele Smurfen die verliefd is op de dan nieuw in het dorp aangekomen Smurfin. Hij geeft haar een echte taart cadeau, die echter door de Brilsmurf voor een van de gebruikelijke fopcadeaus wordt aangezien en vertrapt, waarop Lolsmurf bij wijze van uitzondering zeer agressief wordt.
Aan het eind van De Honderdste Smurf (als album uitgekomen in 1968) doet Lolsmurf alsof hij het spiegelbeeld van Grote Smurf en daarmee de 101e Smurf is, nadat eerst het spiegelbeeld van Smurffatje een echte nieuwe Smurf is geworden.

## Tekenfilm
Hij komt ook vaak voor in de tekenfilmserie. Zijn stemmen in de tekenfilms in het Nederlands werden gedaan door Arnold Gelderman, Dieter Jansen en Eddy van der Schouw.

## Liedjes
Bekende liedjes over de Lolsmurf zijn Raad eens wat ik hier heb en Ik wist het wel.

## Stem
De originele stem van Lolsmurf werd onder andere ingesproken door June Foray (televisieserie De Smurfen), Paul Reubens (De Smurfen uit 2011, De Smurfen 2 uit 2013 en De Smurfen 2: Videogame), Gabriel Iglesias (De Smurfen en het Verloren Dorp uit 2017) en Kaycie Chase (3D-televisieserie De Smurfen).
De Nederlandse stem werd onder andere ingesproken door Arnold Gelderman en Dieter Jansen (televisieserie De Smurfen), Dieter Jansen keerde later terug voor de films De Smurfen uit 2011, The Smurfs: A Christmas Carol uit 2011 en De Smurfen 2 uit 2013. Boyan van der Heijden sprak Lolsmurf in voor de film De Smurfen en het Verloren Dorp uit 2017 en Jurre Geluk voor de 3D-televisieserie De Smurfen.

## Naam in andere talen
- Engels: Jokey Smurf ("Grapjessmurf")
- Frans: Schtroumpf Farceur
- Duits: Jokey Schlumpf
- Italiaans: Burlone